# Gustavo Adolfo Rosales Escobar
Gustavo Adolfo Rosales Escobar (* 26. August 1964 in Valparaíso, Chile) ist ein chilenisch-ecuadorianischer römisch-katholischer Geistlicher und Bischof von San Jacinto.

## Leben
Gustavo Adolfo Rosales Escobar besuchte die Grund- und die Sekundarschule in Valparaíso. Anschließend studierte er Philosophie am Priesterseminar in Valparaíso. Danach ging Rosales Escobar nach Ecuador, um Rechtswissenschaft in Cuenca zu studieren. Später trat er ins Priesterseminar San León Magno in Cuenca ein, wo er das Studium der Katholischen Theologie absolvierte. Außerdem belegte Rosales Escobar in Rom und in den Niederlanden Kurse in priesterlicher Spiritualität und am Malvern House College in London einen Englischkurs. Am 26. Oktober 1991 empfing er das Sakrament der Priesterweihe für das Erzbistum Cuenca. Nach weiterführenden Studien erwarb er am Instituto Teológico Pastoral del Consejo Episcopal Latinoamericano (ITEPAL) Diplome in Katholischer Theologie und in Priesterausbildung.
Rosales Escobar wirkte zunächst als Pfarrer der Pfarreien San Pablo in Zhagly (1992–1998), Santiago in Gualaceo (1998–2008) sowie San Roque (2009–2017) und San Luis Gonzaga in Cuenca (2017–2018). Zudem fungierte er als Bischofsvikar, als Direktor der Kirchenzeitung Domingo día del Señor und als Koordinator für die Pastoral in der Region Sur des Erzbistums Cuenca. Außerdem lehrte er am Priesterseminar in Cuenca und gehörte dem Priesterrat des Erzbistums Cuenca an. Ab 2018 war Gustavo Adolfo Rosales Escobar Regens des Priesterseminars San León Magno in Cuenca.
Am 3. Juni 2022 ernannte ihn Papst Franziskus zum Titularbischof von Glavinitza und zum Weihbischof in Guayaquil. Der Erzbischof von Guayaquil, Luis Gerardo Cabrera Herrera OFM, spendete ihm am 6. August desselben Jahres in der Kathedrale San Pedro Apóstol in Guayaquil die Bischofsweihe; Mitkonsekratoren waren der Apostolische Nuntius in Ecuador, Erzbischof Andrés Carrascosa Coso, und der Erzbischof von Cuenca, Marco Pérez Caicedo.
Papst Franziskus bestellte ihn am 31. Januar 2025 zum Bischof von San Jacinto. Die Amtseinführung erfolgte am 29. März desselben Jahres.